# Cleópatra Selene II
Cleópatra Selene II (em grego clássico: η Κλεοπάτρα Σελήνη; Alexandria, 25 de dezembro de 40 a.C. — Cherchell, 6) foi filha da rainha Cleópatra do Egito e do general Marco Antônio.

## Antepassados
Marco Antônio e Cleópatra tiveram três filhos, Cleópatra Selene II, Alexandre Hélio e Ptolomeu Filadelfo.
Marco Antônio era filho de Marco Antônio Crético  e Júlia, sobrinha de Júlio César.
Cleópatra era filha de Ptolemeu Auleta. O nome de sua mãe é desconhecido, alguns historiadores supõem que Cleópatra Trifena, que governou o Egito junto com Berenice IV na ausência de Ptolemeu Auleta, e que é dada por Porfírio como filha de Auleta, fosse, na realidade, a esposa de Auleta, o que é corroborado por inscrições no Egito. Seguindo esta linha de raciocínio, Cleópatra seria filha de Cleópatra Trifena, e esta seria a filha de Ptolemeu Alexandre I e Cleópatra Berenice.
Além dos irmãos, Cleópatra Selene teve vários meios-irmãos. Dentre os vários filhos de Marco Antônio, se destacam Antônia Maior, avó de Nero, e Antónia Menor, cunhada de Tibério, mãe de Cláudio, avó de Calígula e bisavó de Nero. Cleópatra teve um filho com Júlio César, Cesarião.
Curiosamente, tanto seu pai, quando seu avô materno, quanto seu marido, eram tidos como descendentes de Héracles.

## Biografia
Aos 7 anos de idade foi nomeada rainha de Cirene por seu pai, durante as Doações de Alexandria. Foi educada em Roma por Octávia, após o suicídio dos seus pais. Foi casada com o rei e erudito Juba II de Mauritânia, também órfão da guerra. Reinaram em Cherchell na Argélia.
Após os suicídios de Cleópatra e de Marco António, no 4o ano da 187a olimpíada, a princesa Cleópatra Selene II e seus irmãos, Alexandre Hélios e Ptolomeu Filadelfo foram capturados por Otávio, quando fugiam para Tebas. Ele foram levados para Roma e expostos no cortejo triunfal. Otávio designou a irmã dele próprio como tutora dos jovens órfãos e fez com que recebessem uma educação romana. Entre 26 e 20 a.C., Otávio preparou o casamento de Cleópatra Selene II com o rei africano Juba II, que também havia crescido em Roma.  Como presente a Cleópatra Selene II, Otávio ofereceu-lhe um grande dote e designou-a como a rainha de Numídia. Cleópatra Selene II tornou-se assim uma grande aliada de Roma.
Cleópatra Selene II e Juba II reinaram pouco tempo na Numídia, cujo povo rebelou-se contra os modos e costumes romanos impostos por Juba II. Retiraram-se para a Mauritânia, onde batizaram a capital de Cesareia (atual Cherchell, Argélia) em homenagem ao imperador Augusto. Cleópatra Selene teve grande influência na política do marido e juntos contribuíram para trazer prestígio para o reino através do comércio no Mediterrâneo.

## Filhos e descendentes
Cleópatra e Juba tiveram um filho, Ptolomeu da Mauritânia  (nasceu em 19 a.C. e faleceu em 40 d.C. em Roma),[carece de fontes?] que foi assassinado a mando do imperador Calígula, seu primo ; foi o último rei de Mauritânia romana, reinando de 23 a 40.
Eles também tiveram uma filha, de nome desconhecido; alguns historiadores a chamam de Drusila, ou seu nome poderia ser Cleópatra.